# Dexia pollinosa
Dexia pollinosa är en tvåvingeart som beskrevs av Villeneuve 1943. Dexia pollinosa ingår i släktet Dexia och familjen parasitflugor. Inga underarter finns listade i Catalogue of Life.